# 파이오니아 (왕국)

파이오니아(보라색)와 주변

파이오니아(Παιονία)는 그리스 고전기 왕국 중 하나로, 트라키아에 있었던 것으로 여겨진다.
일리어드에서 파이오니아는 트로이의 동맹국으로 등장한다. 페르시아의 그리스 침공 때 정복당한 왕국민들은 파이오니아를 떠나 아시아로 추방당했다. 기원전 358년에서 357년에, 마케도니아의 필리포스 2세는 파이오니아의 아기 왕의 죽음을 틈타 그들을 정복하기 위해 원정을 떠났다. 그리하여, 고대 파이오니아 남부 지역은 마케도니아 왕국의 영토로 병합되었고, 마케도니아 파이오니아로 이름을 바꾸었다. 이 지역은 아스트아이온(이후 스트롬니트사), 스테나이(현재의 데미르카피야 근교), 안티고네이아(현재의 네고티노 근교) 등을 포함한다.
초기 역사의 왕국민들이 살았던 정확한 국경 범위는 불명확하지만, 고대 마케도니아의 북쪽(현대 그리스 마케도니아 지역에 상응하는), 다르다니아 남동쪽(오늘날의 코소보 근처), 트라키아 산맥의 동쪽, 그리고 일리리아에 위치했다고 알려져 있다.
파이오니아는 대략 오늘날의 북마케도니아 공화국 지역과 북마케도니아의 국경과 접한 그리스 마케도니아 북부의 좁은 띠 모양의 지역 그리고 불가리아 남서쪽의 일부 지역이었다.